# Maesa augustini
Maesa augustini là một loài thực vật có hoa trong họ Anh thảo. Loài này được (Nakai) Tuyama mô tả khoa học đầu tiên năm 1938.